# Río Golgol
El río Golgol es un curso natural de agua emisario del lago Constancia y desemboca en el lago Puyehue, todos ubicados en la cuenca del río Bueno.

## Trayecto
El río nace con los aportes de los esteros El Gringo, Bayo, Cenizo, El Salto, El Mocho y los ríos Pajaritos, Colorado, Anticura, Piuquenes y Bonito. Este último es afluente del lago Constancia.: 12 
En sus escasos 4 km de longitud, el río posee 7 llamativos saltos de agua y el área de su cuenca propia es de 720 km² de los cuales el 82% esta bajo la protección SNASPE. Esta superficie protegida es el 54 % del parque nacional Puyehue.: 9 

## Caudal y régimen
Su cuenca está ubicada en las estribaciones de la cordillera de los Andes y recibe deshielos del volcán Puyehue y del volcán Casablanca. Su área de drenaje es de 720 km² y su régimen fluviométrico es principalmente pluvial, con aportes de nieves y hielos. No tiene estaciones fluviométricas ni registros históricos.: 30 
A partir de los caudales medidos en las estaciones fluviométricas cercanas y de las características propias de la cuenca del Golgol se han hecho fundadas estimaciones técnicas de los caudales del río Golgol que han conducido a las siguientes curvas de variación estacional en su desembocadura:

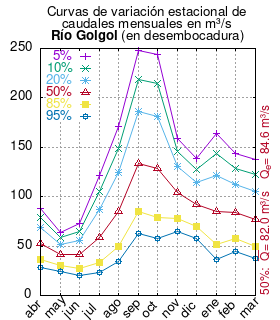
Curvas de variación estacional de caudales mensuales en m³/s del río Golgol en desembocadura extrapolados desde estaciones cercanas con los valores dela cuenca propia.

El caudal del río (en un lugar fijo) varía en el tiempo, por lo que existen varias formas de representarlo. Una de ellas son las curvas de variación estacional que, tras largos periodos de mediciones, predicen estadísticamente el caudal mínimo que lleva el río con una probabilidad dada, llamada probabilidad de excedencia. La curva de color rojo ocre (con {\displaystyle {\color {Red}\vartriangle }}) muestra los caudales mensuales con probabilidad de excedencia de un 50%. Esto quiere decir que ese mes se han medido igual cantidad de caudales mayores que caudales menores a esa cantidad. Eso es la mediana (estadística), que se denota Qe, de la serie de caudales de ese mes. La media (estadística) es el promedio matemático de los caudales de ese mes y se denota {\displaystyle {\overline {Q}}}. 
Una vez calculados para cada mes, ambos valores son calculados para todo el año y pueden ser leídos en la columna vertical al lado derecho del diagrama. El significado de la probabilidad de excedencia del 5% es que, estadísticamente, el caudal es mayor solo una vez cada 20 años, el de 10% una vez cada 10 años, el de 20% una vez cada 5 años, el de 85% quince veces cada 16 años y la de 95% diecisiete veces cada 18 años. Dicho de otra forma, el 5% es el caudal de años extremadamente lluviosos, el 95% es el caudal de años extremadamente secos. De la estación de las crecidas puede deducirse si el caudal depende de las lluvias (mayo-julio) o del derretimiento de las nieves (septiembre-enero).

## Historia
Luis Risopatrón lo describe en su Diccionario Jeográfico de Chile (1924):: 355 
Golgol (Río). Tiene sus nacimientos en las faldas W del cordón limitáneo con la Arjentina, corre hácia el SW entre altos cerros i escarpes barrancosos i presenta varios saltos en su lecho, de los que el principal de ellos tiene 12 m de caída, a 6 o 7 kilómetros de su desembocadura; se encorva al W, baña un espacioso valle de hasta 5 kilómetros de ancho, con bosques i praderas i concluye por vaciarse en cinco brazos en la parte E del lago de Puyehue. Puede navegarse en bote los últimos 4 km de su curso.

## Población, economía y ecología
El río Golgol es una cuenca que aún tiene reservas de caudal no otorgadas lo que permite resguardar la riqueza natural de su subcuenca.: 8 